# 卡普萊克鎮區 (密歇根州昂托納貢縣)
卡普萊克鎮區（英語：Carp Lake Township）是位於美國密歇根州昂托納貢縣的一個行政鎮區。

## 地方資料
卡普萊克鎮區的面積為584.30平方千米，當中陸地面積為582.40平方千米，而水域面積為1.90平方千米。根據2020年美國人口普查的數據，當地共有人口582人，而人口密度為每平方千米1人。